# Discografia di James Blunt
Questa pagina contiene la discografia di James Blunt, cantautore britannico. Dal 2004 al 2025 ha pubblicato sette album in studio, una raccolta dei maggiori successi, trentacinque singoli e oltre quaranta video musicali.

## Album

### Album in studio
| Anno                                                                          | Titolo | Classifiche | Classifiche | Classifiche | Classifiche | Classifiche | Classifiche | Classifiche | Classifiche | Classifiche | Classifiche | Classifiche | Classifiche | Certificazioni |
| Anno                                                                          | Titolo | UK          | AUS         | AUT         | CAN         | FRA         | GER         | IRL         | ITA         | NLD         | NZL         | SWI         | USA         | Certificazioni |
| ----------------------------------------------------------------------------- | --- | ----------- | ----------- | ----------- | ----------- | ----------- | ----------- | ----------- | ----------- | ----------- | ----------- | ----------- | ----------- | --- |
| 2004                                                                          | Back to Bedlam - Pubblicato: 11 ottobre 2004 - Etichetta: Atlantic Records - Formati: CD, LP, streaming, download digitale       | 1           | 1           | 1           | 1           | 2           | 1           | 1           | 5           | 2           | 1           | 1           | 2           | - AUS: Platino (9) - AUT: Platino (2) - CAN: Platino (6) - FRA: Diamante - GER: Oro (9) - IRL: Platino (14) - ITA: Platino - NLD: Platino - NZL: Platino (7) - SWI: Platino (5) - UK: Platino (11) - USA: Platino (3) |
| 2007                                                                          | All the Lost Souls - Pubblicato: 17 settembre 2007 - Etichetta: Atlantic Records - Formati: CD, LP, streaming, download digitale | 1           | 1           | 1           | 1           | 1           | 1           | 1           | 1           | 2           | 1           | 1           | 7           | - AUS: Platino - AUT: Platino - CAN: Platino (2) - FRA: Platino - GER: Oro (5) - IRL: Platino (3) - ITA: Platino - NLD: Oro - NZL: Platino - SWI: Platino (3) - UK: Platino (3) - USA: Oro                            |
| 2010                                                                          | Some Kind of Trouble - Pubblicato: 8 novembre 2010 - Etichetta: Atlantic Records - Formati: CD, streaming, download digitale     | 4           | 5           | 3           | 6           | 3           | 2           | 6           | 7           | 2           | 7           | 1           | 11          | - AUS: Platino - AUT: Oro - CAN: Oro - FRA: Platino (2) - GER: Platino - IRL: Oro - ITA: Oro - NLD: Oro - NZL: Platino - SWI: Platino - UK: Platino                                                                   |
| 2013                                                                          | Moon Landing - Pubblicato: 18 ottobre 2013 - Etichetta: Atlantic Records - Formati: CD, streaming, download digitale             | 2           | 2           | 1           | 2           | 5           | 2           | 5           | 7           | 6           | 4           | 1           | 20          | - AUS: Platino - AUT: Platino - CAN: Oro - FRA: Platino - GER: Oro (3) - ITA: Oro - NZL: Oro - SWI: Platino - UK: Platino                                                                                             |
| 2017                                                                          | The Afterlove - Pubblicato: 24 marzo 2017 - Etichetta: Atlantic Records - Formati: CD, streaming, download digitale              | 6           | 7           | 7           | 6           | 14          | 6           | 7           | 10          | 10          | 13          | 4           | 177         | - UK: Oro |
| 2019                                                                          | Once Upon a Mind - Pubblicato: 25 ottobre 2019 - Etichetta: Atlantic Records - Formati: CD, streaming, download digitale         | 3           | 5           | 6           | 40          | 26          | 8           | 38          | 31          | 29          | 16          | 4           | —           | - UK: Oro |
| 2023                                                                          | Who We Used to Be - Pubblicato: 27 ottobre 2023 - Etichetta: Atlantic Records - Formati: CD, LP, streaming, download digitale    | 5           | 61          | 5           | —           | 29          | 11          | —           | 97          | 15          | 40          | 4           | —           | |
| "—" indica una pubblicazione non classificata o non pubblicata in quel paese. | |             |             |             |             |             |             |             |             |             |             |             |             | |

### Album dal vivo
| Anno                                                                          | Titolo | Classifiche | Classifiche | Classifiche | Certificazioni                                                                               |
| Anno                                                                          | Titolo | FRA         | NLD         | SWI         | Certificazioni                                                                               |
| ----------------------------------------------------------------------------- | --- | ----------- | ----------- | ----------- | -------------------------------------------------------------------------------------------- |
| 2006                                                                          | Chasing Time: The Bedlam Sessions - Pubblicato: 21 febbraio 2006 - Etichetta: Atlatic Records - Formati: CD, DVD, streaming, download digitale | 8           | 17          | 2           | - AUS: Platino (5) - FRA: Oro - GER: Platino - NZL: Platino (2) - SWI: Oro - UK: Platino (2) |
| 2008                                                                          | Les Sessions Lost Souls - Pubblicato: 25 novembre 2008 - Etichetta: Atlatic Records - Formati: CD, DVD, download digitale                      | 39          | —           | —           |                                                                                              |
| 2011                                                                          | Trouble Revisited - Pubblicato: 6 dicembre 2011 - Etichetta: Atlatic Records - Formati: CD, DVD                                                | 87          | —           | 47          |                                                                                              |
| "—" indica una pubblicazione non classificata o non pubblicata in quel paese. | |             |             |             |                                                                                              |

### Raccolte
| Anno                                                                          | Titolo | Classifiche | Classifiche | Classifiche | Classifiche | Classifiche | Classifiche | Classifiche | Certificazioni            |
| Anno                                                                          | Titolo | UK          | AUS         | AUT         | FRA         | GER         | IRL         | SWI         | Certificazioni            |
| ----------------------------------------------------------------------------- | --- | ----------- | ----------- | ----------- | ----------- | ----------- | ----------- | ----------- | ------------------------- |
| 2015                                                                          | I'll Take Everything (The Platinum Collection) - Pubblicato: 4 settembre 2015 - Etichetta: Atlatic Records - Formati: 4 x CD                      | —           | 5           | —           | —           | —           | —           | —           | - AUS: Oro - NZL: Platino |
| 2021                                                                          | The Stars Beneath My Feet (2004-2021) - Pubblicato: 19 novembre 2021 - Etichetta: Atlatic Records - Formati: CD, LP, streaming, download digitale | 9           | 45          | 13          | 61          | 12          | 41          | 12          | - UK: Oro                 |
| "—" indica una pubblicazione non classificata o non pubblicata in quel paese. | |             |             |             |             |             |             |             |                           |

## Extended play

### EP fisici
| Anno | Titolo |
| ---- | --- |
| 2006 | Monkey on My Shoulder - Pubblicato: 4 giugno 2006 - Etichetta: Atlantic Records - Formati: CD, download digitale |

### EP digitali
| Anno | Titolo |
| ---- | --- |
| 2005 | James Blunt: Live from London - Pubblicato: 28 giugno 2005 - Etichetta: Atlantic Records - Formati: download digitale          |
| 2005 | James Blunt: Up Close - Pubblicato: 25 ottobre 2005 - Etichetta: Atlantic Records - Formati: download digitale                 |
| 2005 | James Blunt... Live in Berlin - Pubblicato: 28 ottobre 2005 - Etichetta: Atlantic Records - Formati: download digitale         |
| 2008 | Introducing... James Blunt - Pubblicato: 19 maggio 2008 - Etichetta: Atlantic Records - Formati: download digitale             |
| 2008 | James Blunt Live: London Festival '08 - Pubblicato: 17 luglio 2008 - Etichetta: Atlantic Records - Formati: download digitale  |
| 2013 | Amazon Artist Lounge Live EP - Pubblicato: 30 settembre 2013 - Etichetta: Atlantic Records - Formati: download digitale        |
| 2014 | When I Find Love Again EP - Pubblicato : 31 ottobre 2014 - Etichetta: Atlantic Records - Formati: download digitale, streaming |
| 2014 | Smoke Signals EP - Pubblicato: 15 dicembre 2014 - Etichetta: Atlantic Records - Formati: download digitale                     |

## Singoli

### Come artista principale
| Anno                                                                          | Titolo                          | Classifiche | Classifiche | Classifiche | Classifiche | Classifiche | Classifiche | Classifiche | Classifiche | Classifiche | Classifiche | Classifiche | Classifiche | Certificazioni | Album di provenienza                  |
| Anno                                                                          | Titolo                          | UK          | AUS         | AUT         | CAN         | FRA         | GER         | IRL         | ITA         | NLD         | NZL         | SWI         | USA         | Certificazioni | Album di provenienza                  |
| ----------------------------------------------------------------------------- | ------------------------------- | ----------- | ----------- | ----------- | ----------- | ----------- | ----------- | ----------- | ----------- | ----------- | ----------- | ----------- | ----------- | --- | ------------------------------------- |
| 2004                                                                          | High                            | 16          | 42          | 13          | 23          | —           | 22          | 18          | 3           | —           | —           | 15          | 100         | - ITA: Platino - UK: Argento | Back to Bedlam                        |
| 2005                                                                          | Wisemen                         | 23          | 11          | 15          | 10          | —           | 40          | 36          | 12          | 17          | 21          | 23          | —           | - NZL: Oro - UK: Oro | Back to Bedlam                        |
| 2005                                                                          | You're Beautiful                | 1           | 2           | 6           | 1           | 5           | 2           | 1           | 21          | 1           | 4           | 2           | 1           | - AUS: Platino - AUT: Oro - CAN: Platino (2) - GER: Platino - ITA: Platino (2) - NZL: Platino (2) - SWI: Oro - UK: Platino (3) - USA: Platino (4) | Back to Bedlam                        |
| 2005                                                                          | Goodbye My Lover                | 9           | 3           | 36          | 27          | 6           | 28          | 13          | —           | 4           | 19          | 19          | 66          | - AUS: Platino - FRA: Argento - GER: Oro - ITA: Platino - NZL: Platino - SWI: Oro - UK: Platino - USA: Oro                                        | Back to Bedlam                        |
| 2006                                                                          | No Bravery                      | —           | —           | —           | —           | 15          | —           | —           | —           | —           | —           | —           | —           | | Back to Bedlam                        |
| 2007                                                                          | 1973                            | 4           | 11          | 1           | 13          | —           | 2           | 5           | 2           | 3           | 9           | 1           | 73          | - AUT: Oro - GER: Oro - ITA: Platino - NZL: Platino - UK: Platino                                                                                 | All the Lost Souls                    |
| 2007                                                                          | Same Mistake                    | 57          | —           | 12          | 69          | —           | 27          | —           | 19          | 48          | —           | 21          | —           | | All the Lost Souls                    |
| 2008                                                                          | Carry You Home                  | 20          | —           | 50          | —           | —           | 43          | —           | 21          | 75          | —           | 16          | —           | - ITA: Oro - UK: Argento | All the Lost Souls                    |
| 2008                                                                          | I Really Want You               | 171         | —           | —           | 75          | —           | —           | —           | 50          | —           | —           | —           | —           | | All the Lost Souls                    |
| 2008                                                                          | Love, Love, Love                | 121         | —           | —           | —           | —           | —           | —           | —           | —           | —           | 59          | —           | | All the Lost Souls                    |
| 2010                                                                          | Stay the Night                  | 26          | 10          | 6           | 53          | 14          | 4           | 28          | 3           | 13          | 13          | 1           | 94          | - AUS: Platino - GER: Oro - ITA: Oro - NZL: Oro                                                                                                   | Some Kind of Trouble                  |
| 2011                                                                          | So Far Gone                     | —           | —           | 40          | —           | 82          | —           | —           | 67          | —           | —           | —           | —           | | Some Kind of Trouble                  |
| 2011                                                                          | If Time Is All I Have           | —           | 53          | —           | —           | —           | —           | —           | —           | —           | —           | —           | —           | | Some Kind of Trouble                  |
| 2011                                                                          | I'll Be Your Man                | —           | —           | 45          | —           | —           | 40          | —           | —           | 13          | —           | 64          | —           | | Some Kind of Trouble                  |
| 2011                                                                          | Dangerous                       | —           | —           | —           | —           | —           | —           | —           | —           | —           | —           | —           | —           | | Some Kind of Trouble                  |
| 2013                                                                          | Bonfire Heart                   | 4           | 3           | 1           | 51          | 26          | 1           | 13          | 9           | 52          | 8           | 1           | —           | - AUS: Platino - AUT: Oro - CAN: Oro - GER: Platino - ITA: Platino - NZL: Platino - SWI: Platino - UK: Platino                                    | Moon Landing                          |
| 2013                                                                          | Heart to Heart                  | 42          | 26          | 10          | —           | —           | 17          | —           | 8           | —           | —           | 23          | —           | - AUS: Oro - GER: Oro - ITA: Platino | Moon Landing                          |
| 2014                                                                          | Postcards                       | 90          | —           | 10          | —           | —           | 50          | —           | 25          | —           | —           | 31          | —           | - ITA: Oro | Moon Landing                          |
| 2014                                                                          | When I Find Love Again          | 78          | 27          | 44          | —           | —           | 78          | —           | —           | —           | —           | 59          | —           | | Moon Landing                          |
| 2017                                                                          | Love Me Better                  | 93          | —           | —           | —           | 140         | —           | —           | —           | —           | —           | 87          | —           | | The Afterlove                         |
| 2017                                                                          | Bartender                       | —           | —           | —           | —           | —           | —           | —           | —           | —           | —           | —           | —           | | The Afterlove                         |
| 2019                                                                          | Cold                            | —           | —           | —           | —           | —           | —           | —           | —           | —           | —           | 59          | —           | | Once Upon a Mind                      |
| 2019                                                                          | Champions                       | —           | —           | —           | —           | —           | —           | —           | —           | —           | —           | 65          | —           | | Once Upon a Mind                      |
| 2019                                                                          | I Told You                      | —           | —           | —           | —           | —           | —           | —           | —           | —           | —           | —           | —           | | Once Upon a Mind                      |
| 2019                                                                          | Monsters                        | 90          | —           | —           | 5           | —           | —           | —           | —           | —           | —           | —           | —           | - NZL: Oro - UK: Argento | Once Upon a Mind                      |
| 2019                                                                          | The Truth                       | —           | —           | —           | —           | —           | —           | —           | —           | —           | —           | —           | —           | | Once Upon a Mind                      |
| 2020                                                                          | Halfway                         | —           | —           | —           | —           | —           | —           | —           | —           | —           | —           | —           | —           | | Once Upon a Mind                      |
| 2020                                                                          | The Greatest                    | —           | —           | —           | —           | —           | —           | —           | —           | —           | —           | —           | —           | | Once Upon a Mind                      |
| 2021                                                                          | Love Under Pressure             | —           | —           | —           | —           | —           | —           | —           | —           | —           | —           | —           | —           | | The Stars Beneath My Feet (2004-2021) |
| 2021                                                                          | Unstoppable                     | —           | —           | —           | —           | —           | —           | —           | —           | —           | —           | —           | —           | | The Stars Beneath My Feet (2004-2021) |
| 2022                                                                          | Adrenaline                      | —           | —           | —           | —           | —           | —           | —           | —           | —           | —           | —           | —           | | The Stars Beneath My Feet (2004-2021) |
| 2023                                                                          | Beside You                      | —           | —           | —           | —           | —           | —           | —           | —           | —           | —           | —           | —           | | Who We Used to Be                     |
| 2023                                                                          | All the Love That I Ever Needed | —           | —           | —           | —           | —           | —           | —           | —           | —           | —           | —           | —           | | Who We Used to Be                     |
| 2023                                                                          | The Girl That Never Was         | —           | —           | —           | —           | —           | —           | —           | —           | —           | —           | —           | —           | | Who We Used to Be                     |
| 2025                                                                          | Tears Dry Tonight (con Cyril)   | —           | —           | —           | —           | —           | —           | —           | —           | —           | —           | —           | —           | | /                                     |
| "—" indica una pubblicazione non classificata o non pubblicata in quel paese. |                                 |             |             |             |             |             |             |             |             |             |             |             |             | |                                       |

### Come artista ospite
| Anno                                                                          | Titolo                                                                  | Classifiche | Classifiche | Classifiche | Classifiche | Classifiche | Classifiche | Classifiche | Certificazioni | Album di provenienza   |
| Anno                                                                          | Titolo                                                                  | AUT         | FRA         | GER         | IRL         | ITA         | NLD         | SWI         | Certificazioni | Album di provenienza   |
| ----------------------------------------------------------------------------- | ----------------------------------------------------------------------- | ----------- | ----------- | ----------- | ----------- | ----------- | ----------- | ----------- | --- | ---------------------- |
| 2007                                                                          | Je réalise (Sinik feat. James Blunt)                                    | —           | 3           | —           | —           | —           | —           | 38          | | Le toit du monde       |
| 2009                                                                          | Primavera in anticipo (It Is My Song) (Laura Pausini feat. James Blunt) | 1           | —           | 16          | —           | 5           | —           | 5           | - AUT: Oro - SWI: Oro | Primavera in anticipo  |
| 2017                                                                          | OK (Robin Schulz feat. James Blunt)                                     | 2           | 21          | 2           | 96          | 24          | 35          | 2           | - AUT: Platino (2) - CAN: Platino - FRA: Platino - GER: Platino (2) - ITA: Platino (3) - NZL: Oro - SWI: Platino (2) - UK: Argento | Uncovered              |
| 2018                                                                          | Melody (Lost Frequencies feat. James Blunt)                             | 19          | —           | 26          | —           | 48          | —           | 8           | - GER: Oro - ITA: Platino | Alive and Feeling Fine |
| 2019                                                                          | Walk Away (Alle Farben feat. James Blunt)                               | —           | —           | 98          | —           | —           | —           | —           | | Sticker on My Suitcase |
| 2023                                                                          | Can't Forget You (James Carter e Ofenbach feat. James Blunt)            | —           | —           | —           | —           | —           | —           | —           | | /                      |
| "—" indica una pubblicazione non classificata o non pubblicata in quel paese. |                                                                         |             |             |             |             |             |             |             | |                        |

## Altri brani entrati in classifica
| Anno                                                                          | Titolo                   | Classifiche | Classifiche | Classifiche | Album di provenienza |
| Anno                                                                          | Titolo                   | AUS         | FRA         | SWI         | Album di provenienza |
| ----------------------------------------------------------------------------- | ------------------------ | ----------- | ----------- | ----------- | -------------------- |
| 2013                                                                          | Face the Sun             | —           | 133         | —           | Moon Landing         |
| 2013                                                                          | The Only One             | —           | —           | 49          | Moon Landing         |
| 2017                                                                          | Don't Give Me Those Eyes | 67          | —           | 27          | The Afterlove        |
| "—" indica una pubblicazione non classificata o non pubblicata in quel paese. |                          |             |             |             |                      |

## Videografia

### Video musicali
| Anno | Titolo                                                    | Regista            |
| ---- | --------------------------------------------------------- | ------------------ |
| 2004 | High                                                      | Mark Davis         |
| 2005 | Wisemen                                                   | Mark Davis         |
| 2005 | You're Beautiful                                          | Sam Brown          |
| 2005 | High (2005)                                               | Sam Brown          |
| 2005 | Goodbye My Lover                                          | Sam Brown          |
| 2006 | Wisemen (2006)                                            | Paul Minor         |
| 2006 | No Bravery                                                | Paul Heyes         |
| 2007 | 1973                                                      | Paul R. Brown      |
| 2007 | Same Mistake                                              | Jonas Åkerlund     |
| 2007 | Je réalise (con Sinik)                                    | Thomas Peké        |
| 2008 | Carry You Home                                            | Jake Nava          |
| 2008 | I Really Want You                                         | Jim Canty          |
| 2008 | Love, Love, Love                                          | Kinga Burza        |
| 2009 | Primavera in anticipo (It Is My Song) (con Laura Pausini) | Gaetano Morbioli   |
| 2010 | Stay the Night                                            | Ray Kay            |
| 2010 | So Far Gone                                               | Marc Klasfeld      |
| 2011 | If Time Is All I Have                                     | Robert Hales       |
| 2011 | I'll Be Your Man                                          | Giorgio Testi      |
| 2011 | Dangerous                                                 | Luc Janin          |
| 2013 | Bonfire Heart                                             | Vaughan Arnell     |
| 2013 | Satellites (lyric video)                                  | Brett Sullivan     |
| 2013 | Blue on Blue                                              | Brett Sullivan     |
| 2013 | Heart to Heart                                            | Vaughan Arnell     |
| 2014 | Postcards                                                 | Vaughan Arnell     |
| 2014 | When I Find Love Again                                    | Vaughan Arnell     |
| 2017 | Love Me Better                                            | Vaughan Arnell     |
| 2017 | Time of Our Lives                                         | Bosco Shane        |
| 2017 | Bartender                                                 | Declan Whitebloom  |
| 2017 | OK (con Robin Schulz)                                     | Liza Minou Morberg |
| 2017 | Courtney's Song                                           | Simon Dymond       |
| 2017 | Don't Give Me Those Eyes (video 1)                        | Andrew Flakelar    |
| 2017 | Don't Give Me Those Eyes (video 2)                        | Travis Kopach      |
| 2017 | Someone Singing Along                                     | Suzie Selman       |
| 2018 | Melody (con Lost Frequencies)                             | Steve Mac          |
| 2019 | Walk Away (con Alle Farben)                               | Andzej Gavriss     |
| 2019 | Cold                                                      | Calum Macdiarmid   |
| 2019 | Monsters                                                  | Vaughan Arnell     |
| 2019 | The Truth                                                 | Vaughan Arnell     |
| 2020 | Halfway                                                   | Dan Massie         |
| 2020 | The Greatest                                              | Jacob Wise         |
| 2020 | Should I Give It All Up                                   | Jacob Wise         |
| 2021 | Love Under Pressure                                       | Michael Baldwin    |
| 2021 | Unstoppable                                               | Jamie Thraves      |
| 2022 | Adrenaline                                                | Moon               |
| 2023 | Beside You                                                | Craig Bingham      |
| 2023 | The Girl That Never Was                                   | Vaughan Arnell     |
| 2024 | All the Love That I Ever Needed (lyric video)             | N.D.               |
| 2025 | Tears Dry Tonight (con Cyril)                             | N.D.               |